# Hydroporus brancuccii
Hydroporus brancuccii is een keversoort uit de familie waterroofkevers (Dytiscidae). De wetenschappelijke naam van de soort is voor het eerst geldig gepubliceerd in 1987 door Fery.